# Ludwik Mierosławski

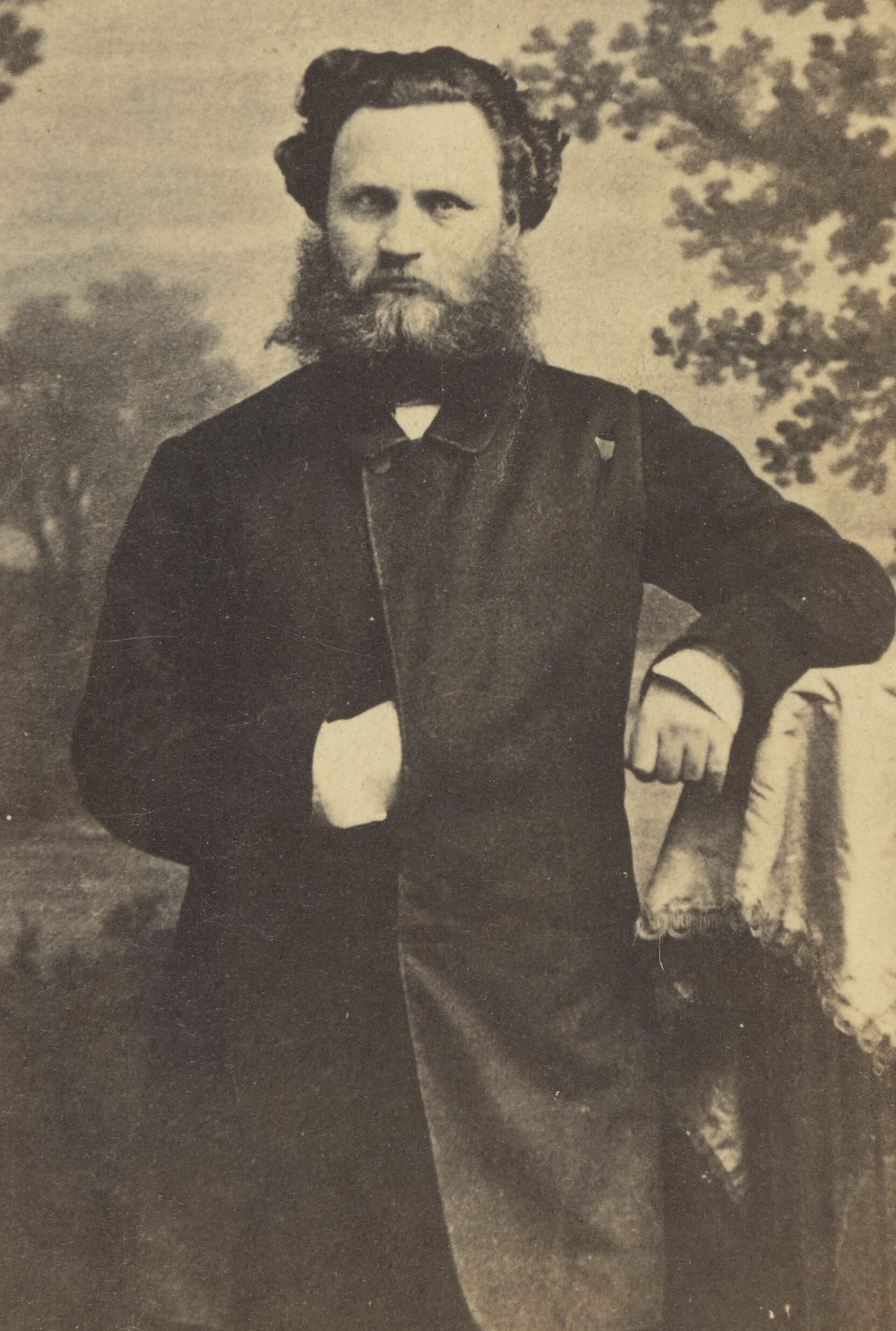
Ludwik Mierosławski, carte de visite nieznanego autora

Ludwik Mierosławski herbu Leszczyc (ur. 17 stycznia 1814 w Nemours, zm. 22 listopada 1878 w Paryżu) – polski generał, pisarz i poeta, teoretyk wojskowości, działacz polityczny i niepodległościowy, wynalazca, członek Towarzystwa Demokratycznego Polskiego, przywódca dwóch powstań w Wielkopolsce w 1846 (desygnowany na przyszłego naczelnego wodza przez TDP) i w 1848 roku, pierwszy dyktator powstania styczniowego. Miał liczne rodzeństwo, w tym brata Adama. Własnej rodziny nie założył.

## Życiorys

### Młodość
Urodził się w polsko-francuskiej rodzinie szlacheckiej. Jego ojcem był kapitan wojsk napoleońskich Adam Kasper Mierosławski, matką – Francuzka Camilla Notté de Vaupleux (wnuczka angielskiego kapitana marynarki handlowej Stubbsa), a ojcem chrzestnym marszałek Louis Nicolas Davout (którego ojciec Ludwika był adiutantem). W 1820 roku przyjechał z rodzicami do Królestwa Polskiego, do Łomży. Tam pobierał nauki w wojewódzkiej szkole pijarów, a następnie w kaliskiej szkole kadetów. Ukończył ją w roku 1830, by w wieku 16 lat zostać podchorążym 5 Pułku Piechoty Liniowej.

### Powstanie listopadowe
Mierosławski, jako jeden z najmłodszych podoficerów, brał udział w powstaniu listopadowym walcząc w korpusie generała Samuela Różyckiego, z którym przedarł się do Galicji. Po walkach w czasie zdobywania arsenału w Warszawie i bitwie grochowskiej otrzymał awans na podporucznika.

### Emigracja
Po klęsce powstania od 1833 roku przebywał na emigracji we Francji, gdzie po opracowaniu w latach 1836–1839 i wydaniu trzytomowego studium o powstaniu listopadowym, zyskał sobie sławę wybitnego teoretyka wojskowości. Był jednym z przywódców Centralizacji Towarzystwa Demokratycznego Polskiego (do którego wstąpił w 1843) i członkiem Młodej Polski (starał się także, z polecenia Giuseppe Mazziniego, zorganizować Młodą Francję). W latach 1839–1840 prowadził wykłady z historii ludów słowiańskich we Francuskim Instytucie Historycznym w Paryżu. Także w Paryżu ukazały się drukiem jego wykłady z zakresu strategii i taktyki wojskowej.

### Powstanie wielkopolskie 1846
Będąc w kontakcie ze spiskowcami z Wielkopolski opracował plan powstania, którego wybuch za jego radą wyznaczono na 1846. Plan zakładał powstanie we wszystkich trzech zaborach z pomocą chłopów, których do powstania miało przyciągnąć ogłoszenie ich uwłaszczenia. Mierosławski był planowany na dowódcę powstania w 1846, jednak zaraz po przybyciu, wskutek denuncjacji jednego ze spiskowców Henryka Ponińskiego, został ujęty 12 lutego 1846 przez pruską policję w Świniarach pod Poznaniem. W czasie aresztowania i śledztwa z powodu niezachowania odpowiedniej ostrożności wraz z nim w ręce policji trafiło wiele notatek zawierających informacje o konspiratorach. Na tej podstawie wielu polskich patriotów później skazano.

### Więzień Moabitu
Po kilkunastu miesiącach od aresztowania odbył się w Berlinie proces Mierosławskiego, w którym akt oskarżenia objął 254 osoby. W tymże procesie, Mierosławski wykorzystał ławę oskarżonych do propagowania idei demokratycznych oraz niepodległościowych, niewiele mu pomogło, podobnie jak liczne artykuły w europejskiej prasie cytujące jego wypowiedzi. Wyrokiem zapadłym 2 grudnia 1847 skazany został na karę śmierci, na którą z powodu apelacji oczekiwał w więzieniu Moabit. Uniknął jednak jej wykonania dzięki wybuchowi w marcu 1848 roku rewolucji berlińskiej. Po oswobodzeniu z więzienia wraz z Karolem Libeltem ponownie przybył na ziemie należące przed rozbiorami do Polski i 10 kwietnia 1848 w obozie pod Wrześnią okrzyknięty został naczelnym wodzem, a 13 września oficjalnie został mianowany inspektorem obozów polskich. Wcześniej jednak pod naciskiem rewolucyjnych mas król Fryderyk Wilhelm IV podpisał jego akt amnestyjny.

### Powstanie wielkopolskie 1848

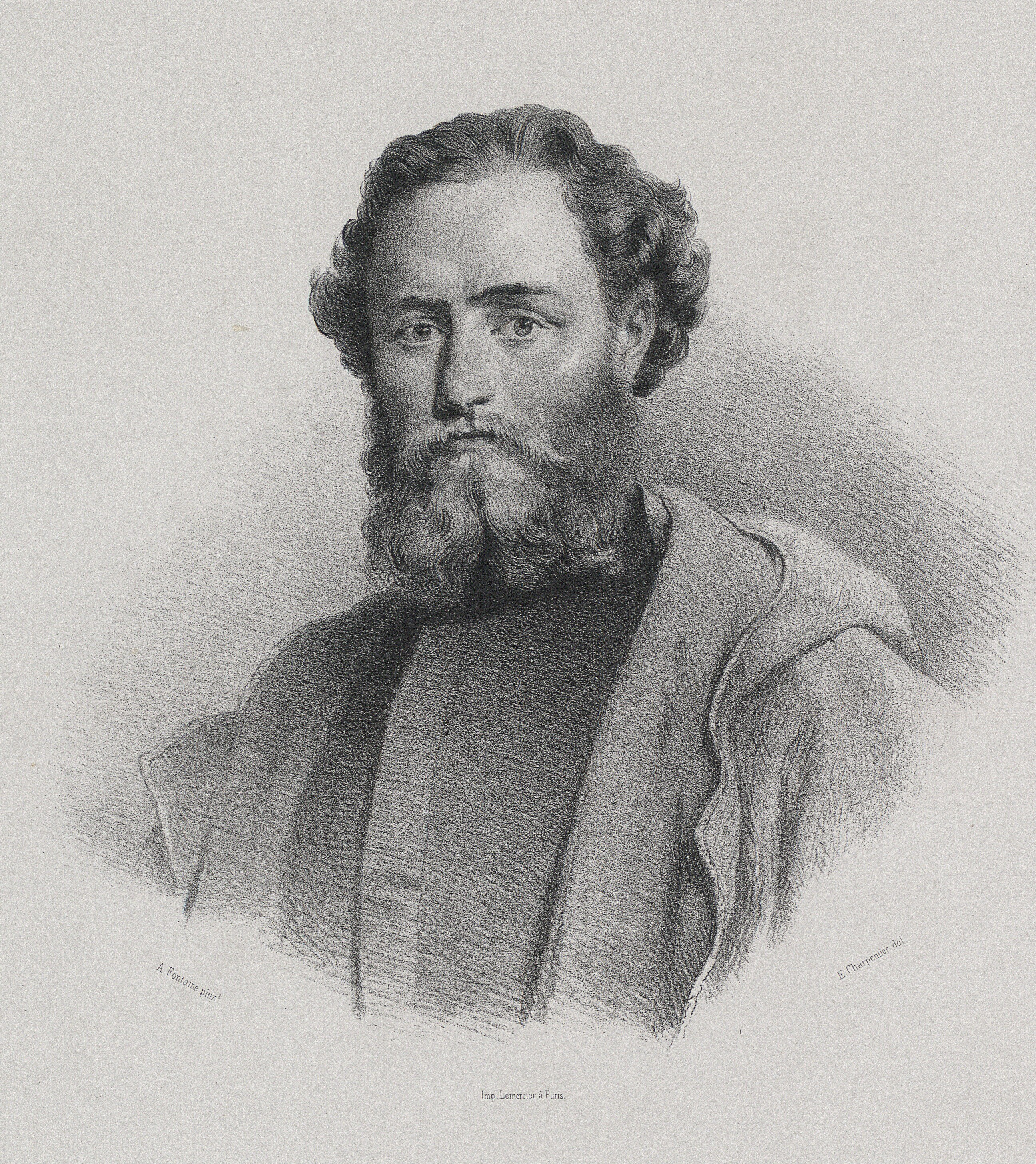
Ludwik Mierosławski, grafika Eugène Louis Charpentiera

W czasie powstania wielkopolskiego w 1848 Mierosławski dowodził m.in. w zwycięskiej bitwie pod Miłosławiem i Sokołowem. W powstaniu poznańskim 1848 roku, pod dowództwem Mierosławskiego walczył m.in. Ludwik Oborski. Nie chcąc firmować spodziewanej klęski Mierosławski zrzekł się dowództwa w związku z czym akt kapitulacji zamiast niego podpisał płk Augustyn Brzeżański. Po kapitulacji powstania poznańskiego Mierosławski ponownie dostał się do niewoli pruskiej, z której został uwolniony dzięki interwencji francuskiej w Berlinie, w której powołano się na francuskie obywatelstwo Mierosławskiego.
Już wtedy zyskał sławę na europejską skalę, w związku z czym zgłosili się do niego włoscy rewolucjoniści proponując mu dowództwo powstania na Sycylii.
W grudniu 1848 roku przybył do Palermo i objął stanowisko szefa sztabu armii rewolucyjnego rządu sycylijskiego. Stanowisko naczelnego wodza objął 25 marca 1849, mając do dyspozycjo około 10 000 marnie uzbrojonych i wyszkolonych ludzi. W walkach pod Messyną (chcąc zlikwidować przyczółek) podzielił swoje siły na dwie części, co także nie uchroniło go od klęski. Następnie dowodził jeszcze nieudanie obroną Katanii, gdzie pomimo tego że dał dowody osobistego męstwa (został nawet ranny) spotkał się z oskarżeniami o spowodowanie klęski. To stało się przyczyną, że 20 kwietnia 1849 podał się do dymisji. Trzy tygodnie później wrócił do Paryża, ale już w czerwcu znalazł się w Karlsruhe, gdzie rząd Badenii i Palatynatu mianował go naczelnym wodzem rewolucyjnej armii w powstaniu badeńskim. Po klęsce w bitwie z Prusakami pod Waghäusel Mierosławski podał się do dymisji i powrócił do Paryża. Tu jego popularność (pomimo porażki w bitwie z Prusakami) sięgnęła zenitu. Po 1849 stał się najbardziej znanym Polakiem oraz najpopularniejszym rewolucjonistą w Europie[niewiarygodne źródło?], do jego paryskiego mieszkania pielgrzymowała patriotycznie nastawiona młodzież. Na pocztówkach jego podobiznę umieszczano razem z Garibaldim. W tym też czasie młodym konspiratorom zalecał działanie przypominające obecne akcje terrorystyczne. Proponował np. porywanie carskich dostojników i ich rodzin i używanie ich jako żywych tarcz w czasie akcji.
W grudniu 1860 roku Giuseppe Garibaldi powołał go na dowódcę Legionu Międzynarodowego w Neapolu, jednak ostatecznie nie został on utworzony. W 1861 roku Mierosławski został dyrektorem i wykładowcą Polskiej Szkoły Wojskowej w Genui, w której jednym z instruktorów był Marian Langiewicz. W lutym 1862 r. Mierosławski, zraziwszy sobie kadrę i słuchaczy, opuścił szkołę. Głównym czynnikiem, który wywołał opór w szkole wobec niego, było jego wygórowane żądanie. Oczekiwał on od słuchaczy, aby oni w imieniu narodu polskiego dali mu upoważnienie do wyłącznego reprezentowania narodu i wyłącznego kierowania sprawą polską. Chciał więc ogłosić się przedpowstańczym dyktatorem, a słuchacze szkoły mieli stać się niejako jego osobistą gwardią. Postępek ten wywołał zdecydowany sprzeciw. Na czele szkoły stanął następnie gen. Józef Wysocki.

### Wynalazca
Nie ustawał w pracach nad nowymi wynalazkami wojennymi i rozwiązaniami taktycznymi, szczególnie tymi, które miały dać efekty w wojnie ludowej o wyzwolenie Polski. Opracował projekty: wozu bojowego zaopatrzonego w kosy, tornistra pełniącego rolę tarczy, karabinu oraz łopatki saperskiej wkładanej do kaszkietu. Jednak żaden z tych wynalazków ze względu na swą niepraktyczność nie wzbudził zainteresowania wojska.
Wywarł też wpływ na radykalnych działaczy, twórców obozu Czerwonych[niewiarygodne źródło?].

### Dyktator

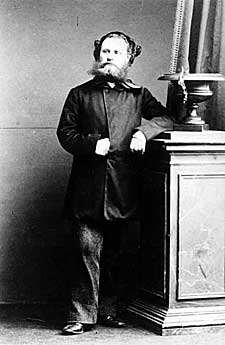
Ludwik Mierosławski, data nieznana

Kilka dni przed wybuchem (19 stycznia 1863) powstania styczniowego Komitet Centralny Narodowy oferował mu godność dyktatora. Mierosławski dyktaturę przyjął, ale dopiero 17 lutego 1863 przybył do Królestwa Polskiego. W czasie głosowania tylko Stefan Bobrowski był przeciw jego kandydaturze na dyktatora, zarzucając mu pychę i nieudolność. Po dwóch przegranych starciach pod Krzywosądzem i Nową Wsią, mając problemy z realiami wojny partyzanckiej, zdecydował się na powrót do Paryża (nie zrezygnował jednak z godności dyktatora), skąd rozprzestrzeniał informacje o fatalnym zorganizowaniu powstania w Polsce. Po powstaniu znalazł się już jednak na marginesie polskiego życia politycznego, z którego ostatecznie wycofał się po wojnie francusko-pruskiej.

### Pisarz i poeta
Był poetą i pisarzem. W 1841 roku pod panieńskim nazwiskiem matki wydał w Paryżu autobiografię. Najbardziej znanym dziełem Mierosławskiego jest jednak praca z gatunku teorii wojskowości – Rozbiór krytyczny kampanii 1831 roku, ale napisał także:
- Powstanie narodu polskiego w roku 1830 i 1831 : od epoki na której opowiadanie swoje zakończył Maurycy Mochnacki. T. 5[30][31][32][33][34][35]
- Powstanie polskie w 1848

oraz podręczniki i regulaminy z zakresu wojskowości.
Utwory poetyckie:
- Szuja 1835[18].
- Żelazna Maryna 1836[18].
- Bitwa grochowska 1835
- Pugaczow 1836[18].
- Marsz 1848

Marsz został napisany przez Mierosławskiego przed bitwą pod Miłosławiem (w nocy z 29 na 30 kwietnia). Marsz później śpiewany był z muzyką Donizettiego, a jego pierwsza zwrotka brzmiała:

Do broni, ludu! powstańmy wraz

I bratnią sobie podajmy dłoń

By zrzucić jarzmo, nadszedł już czas,

Wieńcem wolności ozdóbmy skroń.

Ludwik Mierosławski zmarł w biedzie i zapomnieniu 22 listopada 1878 w Paryżu. Został pochowany na cmentarzu Montparnasse. Autorem pomnika na jego grobie był polski rzeźbiarz – Cyprian Godebski.
Zmarli powstańcy 1863 roku zostali odznaczeni przez prezydenta RP Ignacego Mościckiego 21 stycznia 1933 roku Krzyżem Niepodległości z Mieczami.

## W kulturze
Jest jednym z bohaterów polskiego serialu historycznego Najdłuższa wojna nowoczesnej Europy w reżyserii Jerzego Sztwiertni. Odtwórcą jego roli był Tomasz Grochoczyński.